# 西蒲区
西蒲区（にしかんく）は、新潟市を構成する行政区のひとつ。区内には角田山や多宝山、岩室温泉など、観光地・景勝地が点在する。名称は区域が旧西蒲原郡に位置することによる。

## 概要
旧巻町の大部分、旧西川町のほぼ全域、旧岩室村の全域、旧潟東村の全域、旧中之口村のほぼ全域で構成され、区役所は旧巻町役場の庁舎に置かれている。
なお区域にはこの他、旧味方村・旧月潟村の飛地（旧味方村味方・旧月潟村釣寄・釣寄新の各一部）が含まれる。また旧巻町のうち四ツ郷屋・旧西川町のうち與兵衛野新田の一部は西区の区域となっており、旧中之口村のうち福島の一部は南区の区域となっている。
区域のほぼ半分を水田が占める、市内有数の穀倉地である。前出の岩室温泉は、かつて北国街道の宿場町として発展した。またかつて巻地区の峰岡地域などを治めていた三根山藩は幕末期、戊辰戦争で敗れ窮していた長岡藩に米百俵を送ったことで知られる。
面積
新潟市内の行政区で一番広く、新潟市の面積の約4分の1である。
人口
広大な面積を有するため、新潟市の行政区で最も人口密度が低い。総人口の面では南区に次いで2番目に少なく、2012年には6万人を割り漸減気味である。
イメージカラー
田園と黄金色の稲穂、収穫を表す「ハーベストイエロー」。市が2007年（平成19年）3月に策定した「新・新潟市総合計画」で示された区の将来像は『豊かな自然環境や観光資源に恵まれた、人と人が温かくふれあうまち』。

## 地理
- 山：角田山、多宝山、弥彦山（山頂は弥彦村及び長岡市）
- 川：西川、中ノ口川、矢川、新川（区南部は大通川）など

区域の一部が佐渡弥彦米山国定公園に指定されている。

## 地域
前述の通り、旧町村の単位を基にした5つの地区により構成されており、区内には市街地が点在している。なお西蒲区では、旧巻町の区域をさらに「巻地区」、「漆山地区」、「峰岡地区」、「松野尾地区」、「角田地区」の5地区に分けて行政サービス等を行っている。これはかつての中学校区に即したものである。

### 地区

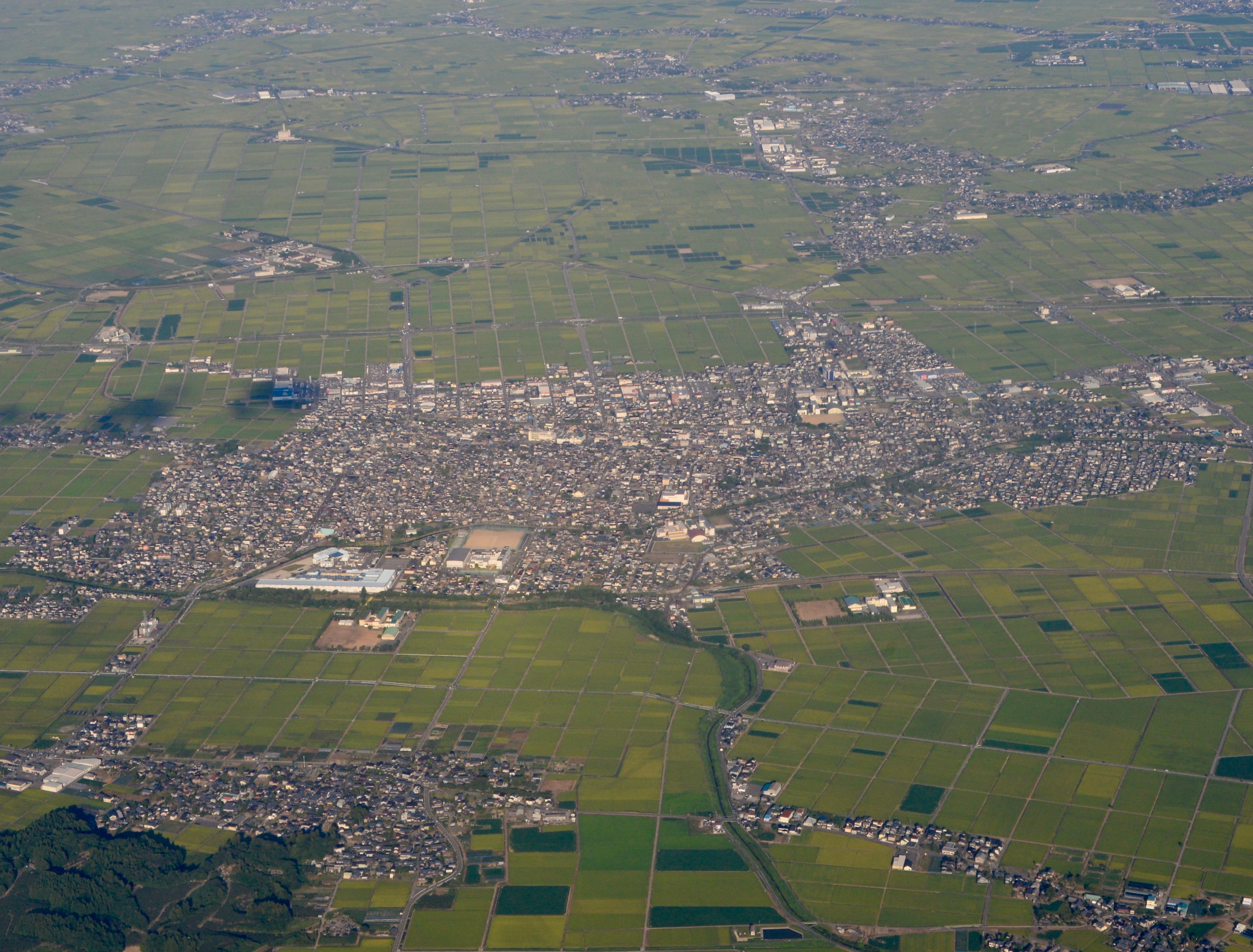
巻地区の航空写真（2019年8月撮影）

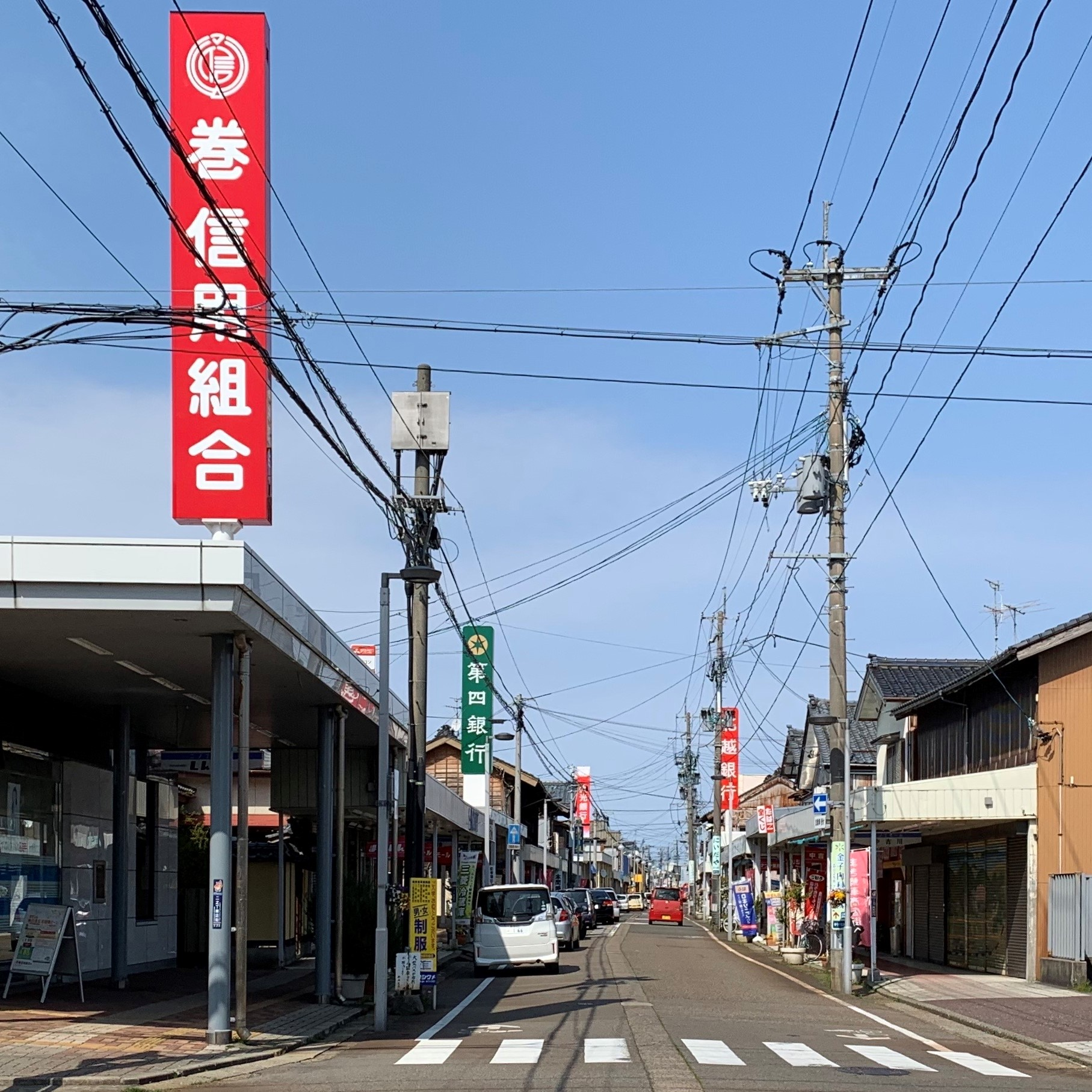
巻中心部（県道374号沿い）

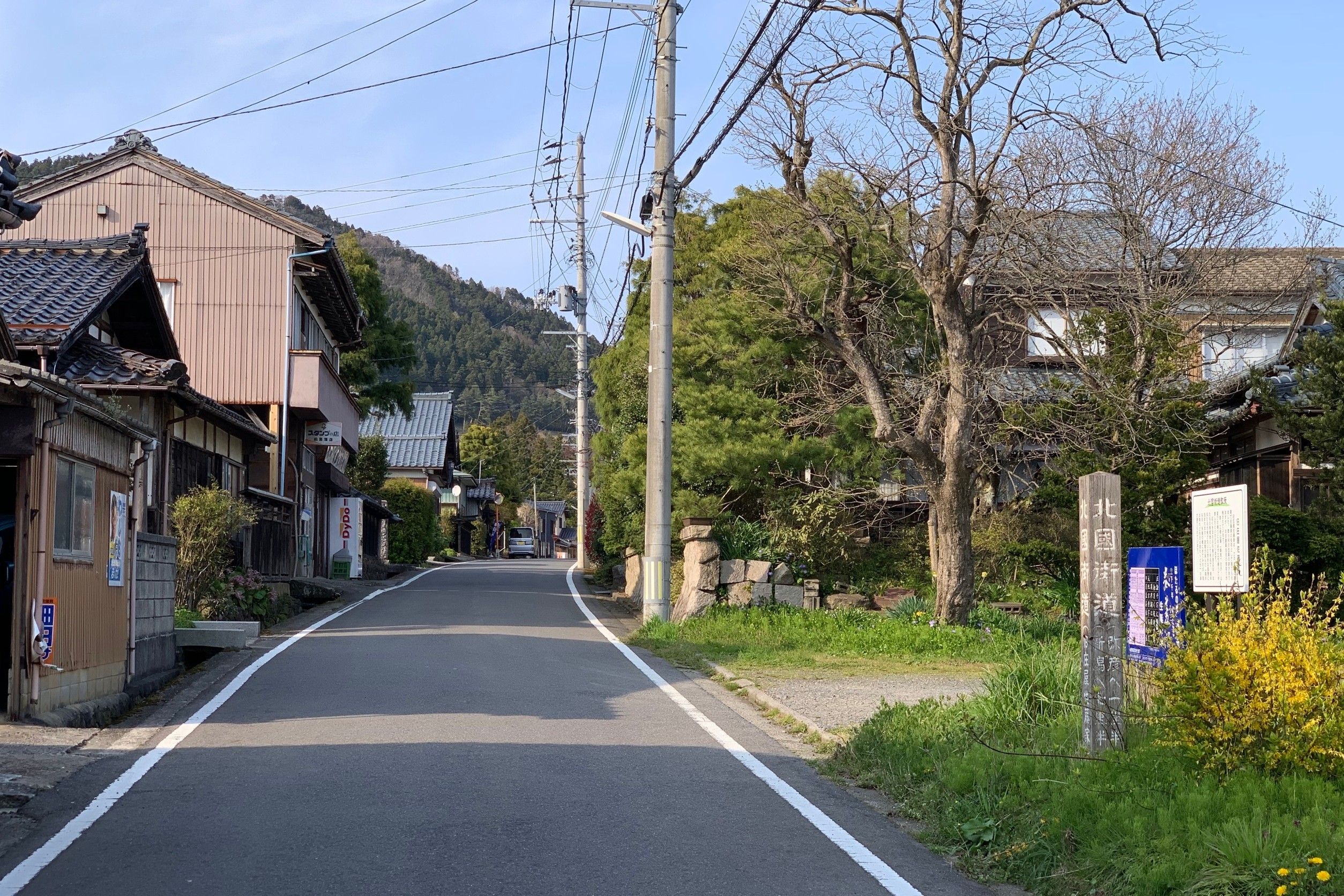
福井集落内を走る北国街道。旧庄屋・佐藤家周辺（2020年4月）

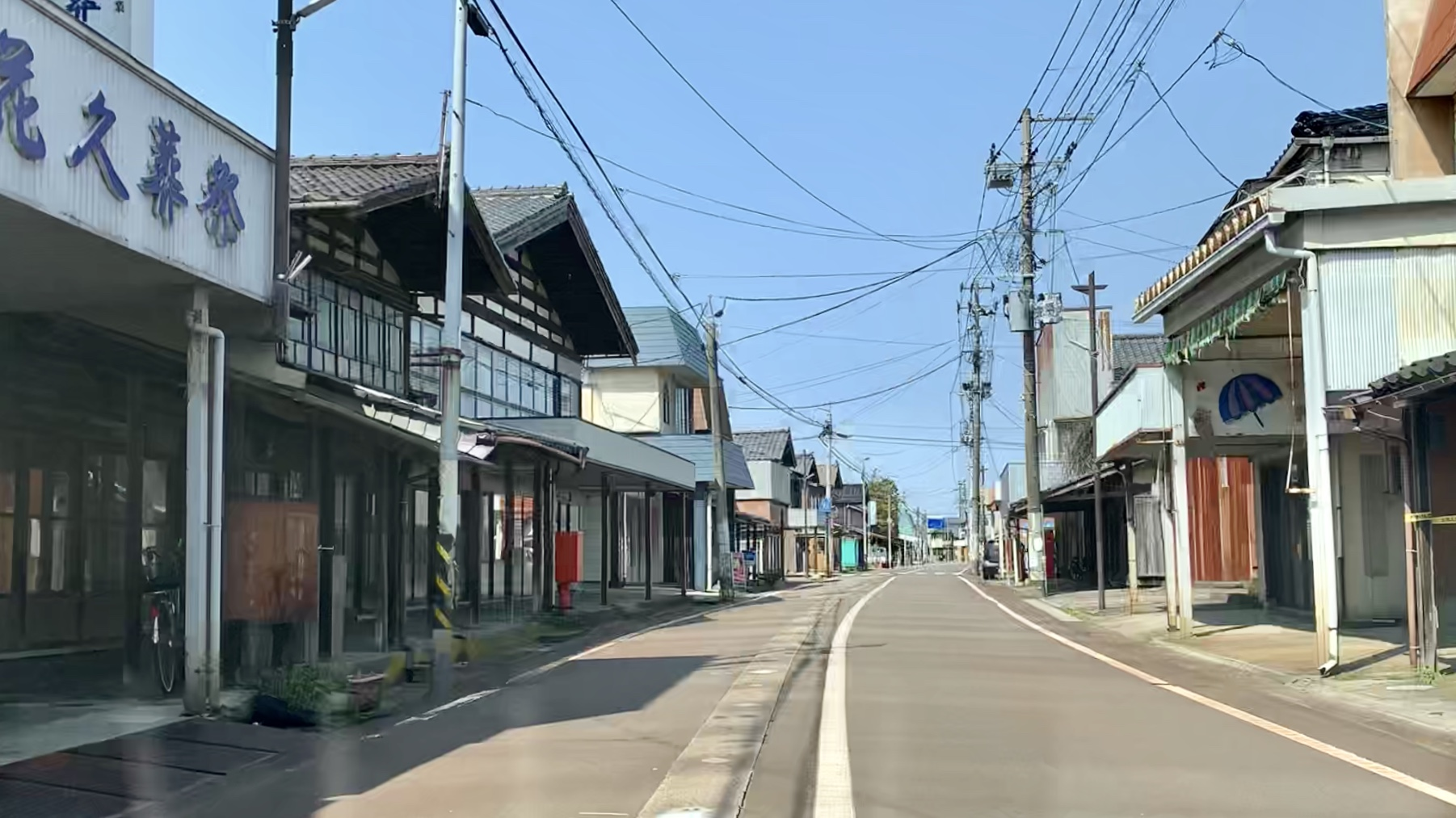
曽根のまち並み（2020年3月）

巻地区
巻甲（まきこう）を中心に形成されている。
葉萱場、中郷屋、羽田、東汰上、割前の5つの大字は、1955年に西川町から巻町に部分的に編入された経緯から特に五地区と呼ぶこともある。
かつては西蒲原郡役所が置かれるなど、古くから西蒲原地域の行政・経済の中心地で、現在も国や県の出先機関が置かれている。
また区の中心市街地でもあり、区役所（旧巻町役場）も巻甲に所在する。
越後線や国道116号、460号、県道など幹線交通路の経路であることなどから、近年は市内中心部や燕市、三条市など周辺地域のベッドタウンとしても発展を遂げ、巻駅、区役所などを中心に商店街、住宅地が広がる。
また、地区内の旧116号（現市道）沿いを中心に、スーパーマーケット、ドラッグストア、家電量販店といったチェーンストアが進出し、これらの激戦区となっている。
同道沿いの巻（十二区）にはコメリ、ウオロクを中心とした郊外型のショッピングセンターがある。
以前は同道沿いの巻甲（東六区）にもマイカル傘下のショッピングセンター「巻アイビス」があったが、同社の経営破綻により2003年に閉店。後に土地・建物を地元企業が取得し、食品スーパー（チャレンジャー）となった。
この他にも地区内には続々と店舗が進出している。
一方、巻字本町通を中心とした複数の商店街は、2010年に合同で「まき鯛車商店街」を発足させた。巻地区の郷土玩具である「鯛車」をモチーフにした町おこしや、往年のソウルフードである「カリーナ」を復活させるなど、注目を浴びている。
漆山地区
漆山（うるしやま）などに大きな集落がある。
安尻、下和納の2つの大字は、1960年に岩室村から巻町に部分的に編入された経緯から、特に二地区と呼ぶこともある。
漆山地内には北陸自動車道の巻潟東インターチェンジが所在する。インターチェンジ付近には企業団地があり、区内を管轄とする越後中央農業協同組合の本部も所在する。
赤鏥（あかさび）は隣接する巻地区と一体となった市街地を形成している。
地内には西蒲警察署が所在するほか、国道116号と460号（巻南バイパス）の交点であり、旧116号（現市道）沿いや巻南バイパス沿いに郊外型店舗が出店している。
旧116号沿いの地内には2017年11月に、原信やケーズデンキ、ファミリーレストラン（トマト&オニオン）、100円ショップなどの店舗を備えたショッピングセンターが開業した。なお赤鏥、潟頭、安尻、下和納については小学校区が巻地区と同一である事や生活圏が巻地区と一体化しているため実質的に巻地区として扱われている。
峰岡地区
かつて三根山藩が置かれていた。峰岡（みねおか）・福井（ふくい）などに大きな集落がある。
松野尾地区
松野尾（まつのお）などに大きな集落がある。
角田地区
海岸部には漁港や海水浴場を持つ。越前浜（えちぜんはま）や角田浜（かくだはま）に大きな集落がある。越前浜は2016年、市が取り組んでいる移住モデル地区事業の指定第1号を受けている。
地区南部に位置する五ヶ浜（ごかはま）にも小規模な集落がある。五ヶ浜は浦浜（うらはま）とも称される（例：浦浜海水浴場、浦浜簡易郵便局）。
角海浜（かくみはま）は海岸浸食や巻原子力発電所の建設計画の影響で廃村となっており、かつて集落があった場所に到達するのも難しい状態となっている（当該項目参照）。
西川地区
西川地区は、曽根（そね）を中心に市街地が構成されており、曽根の県道374号沿いには商店街が形成されている。
行政の中心地は、旗屋（はたや）及び曽根の国道116号に近い地域で、区役所西川出張所や西川図書館などの公共施設が集積している。また越後曽根駅周辺の川崎（かわさき）、魲（すずき）や、116号沿いの押付（おしつけ）などには比較的大規模な住宅地が広がっている。この他、西区黒埼地区との間に位置する升潟（ますがた）には、県道46号に沿うように大きな集落が形成されている。
なお西川地区については1地区として行政サービス等が行われているが、小学校区ごとに「曽根地区」「鎧郷地区」「升潟地区」の3地区に分ける場合がある。
岩室地区
岩室地区は、岩室駅がある和納（わのう）、温泉街として栄えた岩室温泉（いわむろおんせん）の2つの市街地があり、和納には新興住宅地も広がっている。海岸部には漁港を持つ間瀬（まぜ）に大きな集落がある。
間瀬は多宝山・弥彦山の北西麓に位置しており、明治時代には銅山としても栄えた。最盛期には月産60tの銅を産出したが、その後産出量が減少して1920年（大正9年）に閉山。戦時中の1943年（昭和18年）に一時復活したものの開発は芳しくなく、結局終戦と同時に閉山した。
なお岩室地区については1地区として行政サービス等が行われているが、かつての小学校区ごとに「和納地区」「岩室地区」「間瀬地区」の3地区に分ける場合がある。このうち間瀬小学校の校区は、1996年度から岩室小学校に統合されている。
潟東地区
潟東地区は農村部で大きな市街地・商業地はなく、幹線道路沿いに集落が形成されている。地区北部の県道66号沿いにある横戸（よこど）・遠藤（えんどう）・卯八郎受（うはちろううけ）と、前者と南区味方地区との中間に位置する五之上（ごのかみ）、区役所潟東出張所がある三方（さんぼう）、国道460号沿いの井随（いずい）、大原（おおはら）、茨島（いばらじま）、今井（いまい）などが主な集落。美里（みさと）など、宅地開発が進められている箇所も数箇所ある。
集落外郭部の大部分は水田となっているが、五之上など数箇所では小規模ながら酪農も行われている。
なお潟東地区については1地区として行政サービス等が行われているが、小学校区ごとに「潟東東地区」「潟東西地区」「潟東南地区」の3地区に分ける場合がある。
中之口地区
中之口地区も同様に大きな市街地・商業地はない。行政の中心地は県道9号と県道55号が分岐する付近の中之口（なかのくち）で、区役所中之口出張所を中心に公共施設が集積している。これら主な幹線道路と中ノ口川に沿うように集落が形成されており、六分（ろくぶ）、門田（もんた）、小吉（こよし）、羽黒（はぐろ）、福島（ふくじま）などの集落が続く。
門田には県道9号沿いの約700mにわたってハザ並木が保存されており、その景観は、読売新聞社選定の「新・日本街路樹100景」（1994年）のひとつに選定されている。集落外郭部の大部分は水田となっている。
なお中之口地区については1地区として行政サービス等が行われているが、小学校区ごとに「中之口東地区」「中之口西地区」の2地区に分ける場合がある。

### 住居表示
現在の西蒲区を構成している旧町村が新潟市へ編入合併した当時、住居表示を施行している町村は無く、また2007年春の政令市移行時にも、西蒲区内には住居表示を施行している箇所は一箇所も無かった。これは市内8行政区で唯一のことであった。
巻地区中心部、岩室地区の和納、間瀬、西川地区の魲など区内の市街地・集落では古くから「一区」「二区」といった独自の表示や「堀山団地」「グリーンハイツ」といった団地の名称が通称地名（自治会の名称を兼ねる）として使われており、例として郵便物や宅配物も宛名を「新潟市西蒲区巻一区」とだけ書けば、地番を省いても基本的には届く。
しかし区内各地区の地番は、配列に規則性が無いなど非常に煩雑となっている。そのため、土地鑑のない他地区の住民や他市町村からの来訪者などは大いに不便を託っており、特に緊急車両の出動時には現場到着が遅延するなど、行政サービスの低下につながる可能性が指摘されている。また前述の通称地名を使用している地区においては、地番が記入されていない配達物が誤配・遅配となるケースが増加していることから、日本郵政グループや運送各社では宛先に通称地名を使用する場合でも、必ず地番を記入するよう呼び掛けている。
また区内には、名称が重複する地名も混在している。その一例を挙げると、区内には美里（みさと）という地名が2箇所存在する。ひとつは前述した潟東地区にあり、新潟市へ編入した際に正式地名として登記されている（編入当時の地名は「潟東美里」）。一方、西川地区の押付の一部にも、宅地開発時の愛称に由来する通称地名「美里」があり、近隣を経由する国道116号には美里交差点が設けられている。なお「美里」は市内ではこの他、北区の豊栄地区（長浦地域）にも正式地名として存在する。
このように西蒲区内の地名表記は、市内8行政区の中でも特に紛らわしくなっている。
区内では編入合併以来、巻地区中心部や岩室地区の和納などで、住民の間から住居表示の実施を要望する動きが出ている。このうち後者の和納では、岩室駅と県道374号を中心とした周辺地区を三つの街区に区分けし、地名をそれぞれ「和納（一、二、三）丁目」と変更した上で住居表示が2012年10月29日付で実施された。この和納が区内初の住居表示施行箇所であるが、これ以降の施行予定に関しては2012年10月現在、具体化している箇所は無い。

### 公園・海水浴場

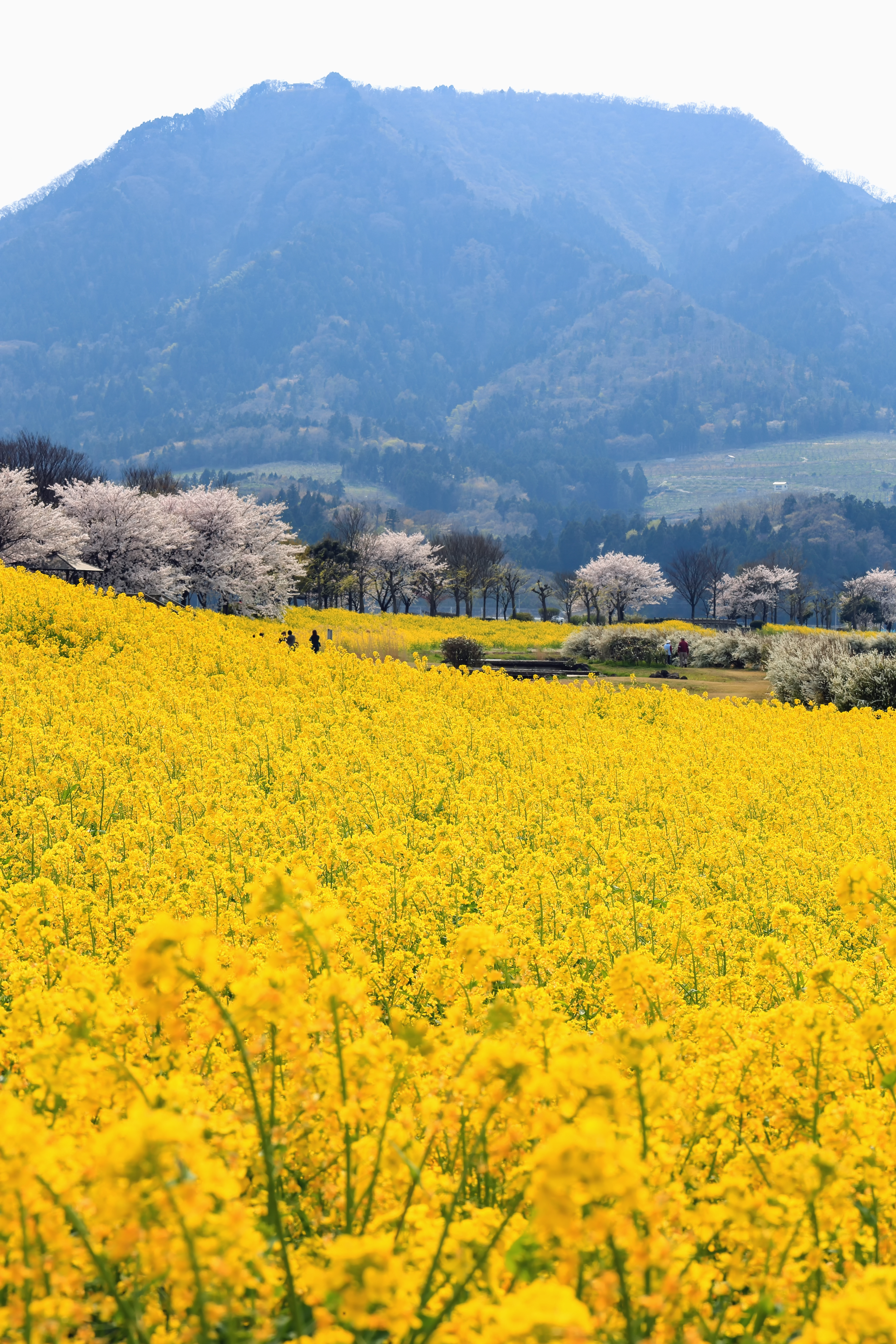
春の上堰潟公園は、菜の花と桜を眺めに人々が集う。背景に見えるのは角田山

公園
- 丸小山公園
- 岩室湯のさと公園
- 緑水ふれあい公園
- 西川ふれあい公園
- 上堰潟公園
- 城山運動公園
- 越前浜市民農園
- 中之口農業体験公園

海水浴場
- 越前浜海水浴場
- 角田浜海水浴場
- 浦浜海水浴場
- 間瀬下山海水浴場
- 田ノ浦海水浴場

## 歴史

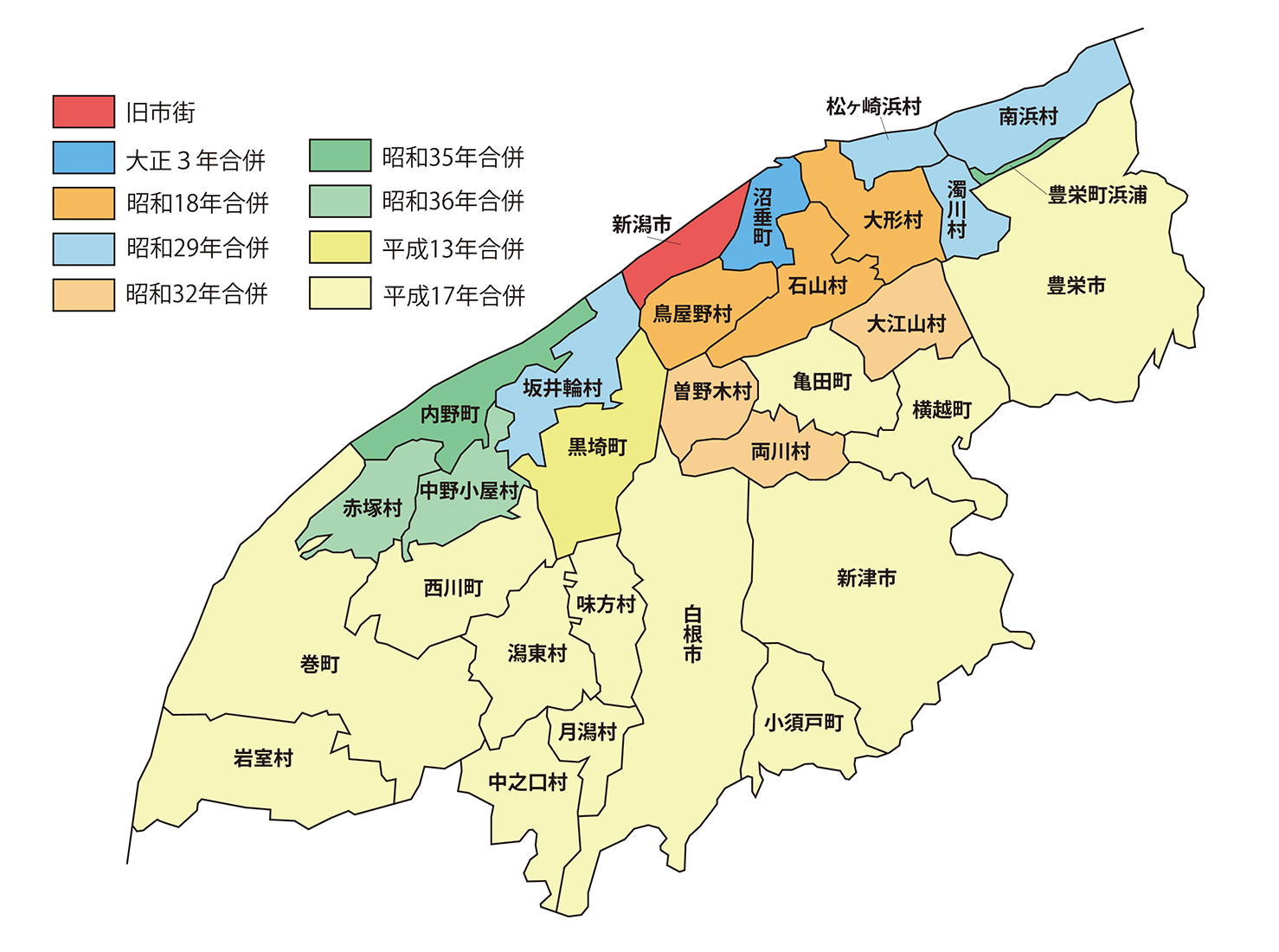
市制施行から現在までの合併の経緯

合併前の歴史については「巻町」、「西川町」、「岩室村」、「潟東村」、「中之口村」を参照
政令市移行前
- 2005年3月21日：西川町、岩室村、潟東村、中之口村を新潟市に編入。
- 2005年10月10日：巻町を新潟市に編入。
- 2005年12月22日 - 23日：新潟大停電。

政令市移行後
- 2007年4月1日：新潟市の政令指定都市移行に伴い西蒲区が設置される。
- 2007年7月16日：午前10時13分ごろの新潟県中越沖地震で新潟西蒲区巻甲（西蒲区役所）で震度5弱を観測した。また、午後3時37分頃の余震でも震度5弱を観測した。

## 人口
- 2010年　60,740
- 2015年　58,218

## 行政機関

### 市の機関
- 新潟市西蒲区役所（巻甲）
  - 西川出張所（旗屋）
  - 岩室出張所（西中）
  - 潟東出張所（三方）
  - 中之口出張所（中之口）
- 新潟市土木部
  - 新潟市西部地域土木事務所（西川出張所1階）
- 新潟市教育委員会
  - 新潟市立総合教育センター（西川出張所2・3階）

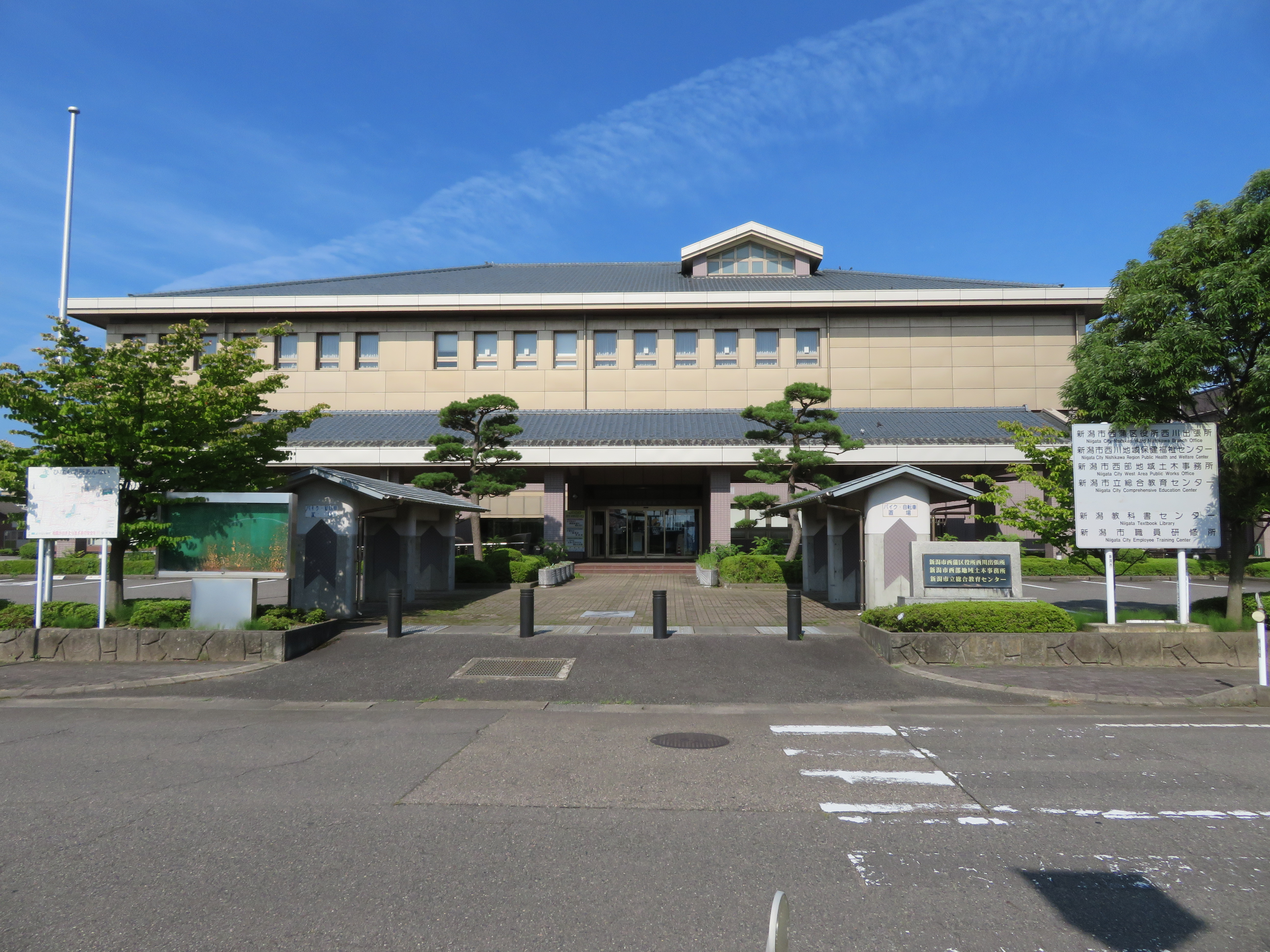
西川出張所（旧西川町役場）
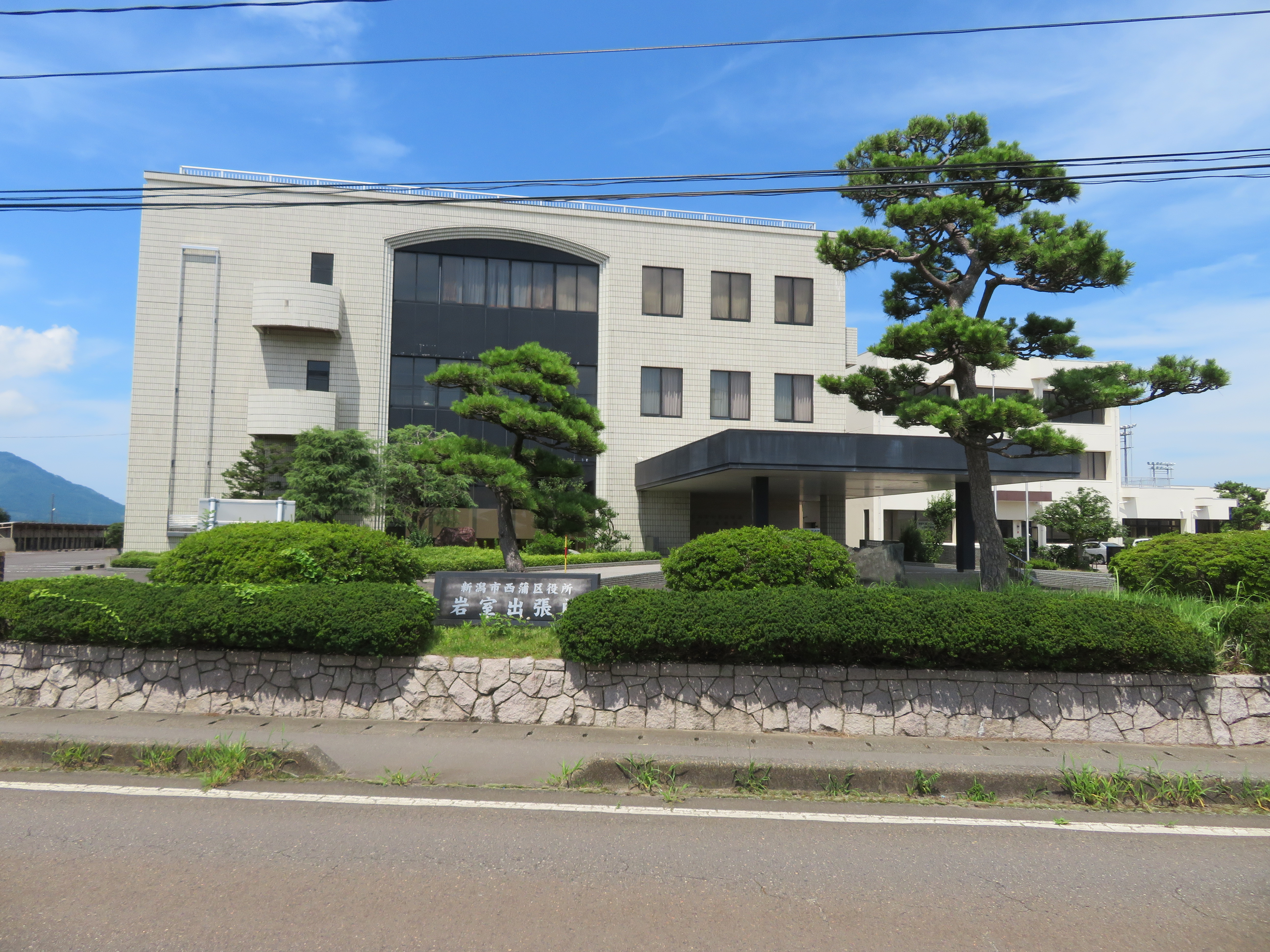
岩室出張所（旧岩室村役場）
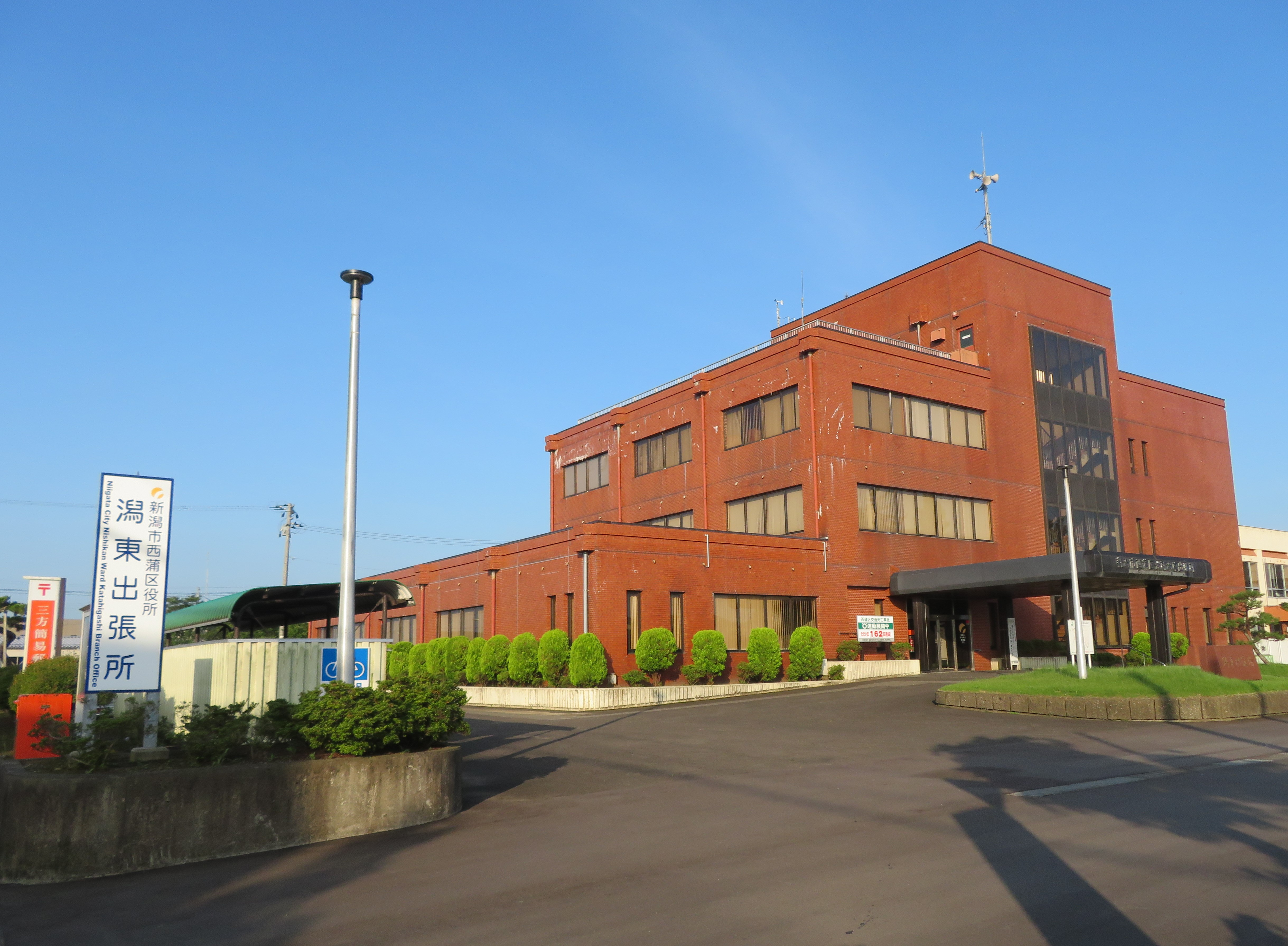
潟東出張所（旧潟東村役場）
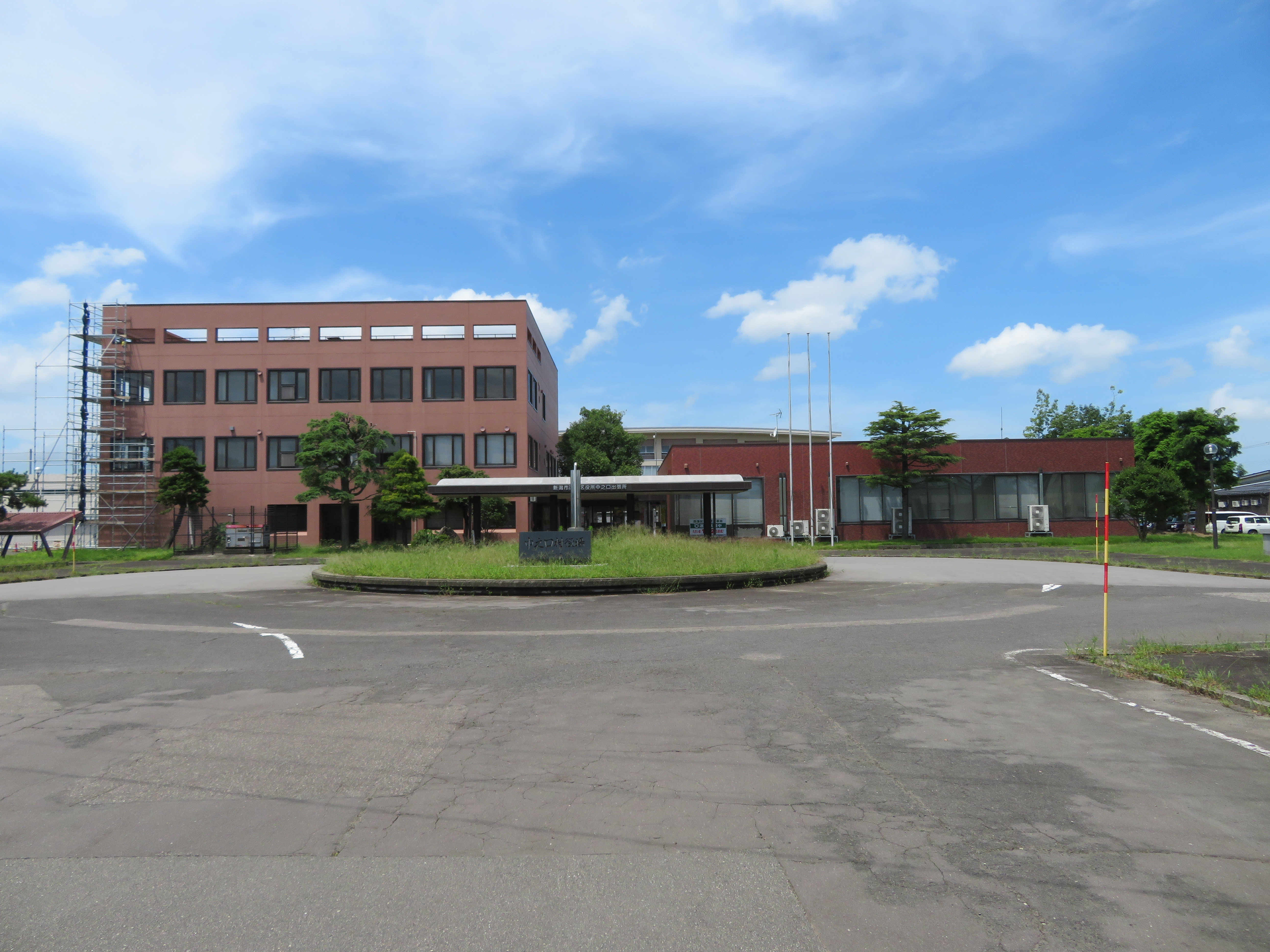
中之口出張所（旧中之口村役場）

なお西蒲区役所については建物の老朽化が著しい事やバリアフリーの観点から建て替えに向けて検討が進められている。

### 県の機関
- 新潟県新潟地域振興局 巻庁舎（赤鏥）
  - 巻農業振興部
- 新潟県中央家畜保健衛生所（旗屋）

### 国の機関
- 財務省国税庁関東信越国税局巻税務署
  - 管轄地域は新潟市西蒲区、燕市、弥彦村。また2007年（平成19年）6月30日までは南区・西区の一部地区も管轄だったが、翌7月1日から新潟税務署の管轄となった。
- 農林水産省北陸農政局新川流域農業水利事業所
- 厚生労働省新潟労働局巻公共職業安定所（ハローワーク巻）

## 経済

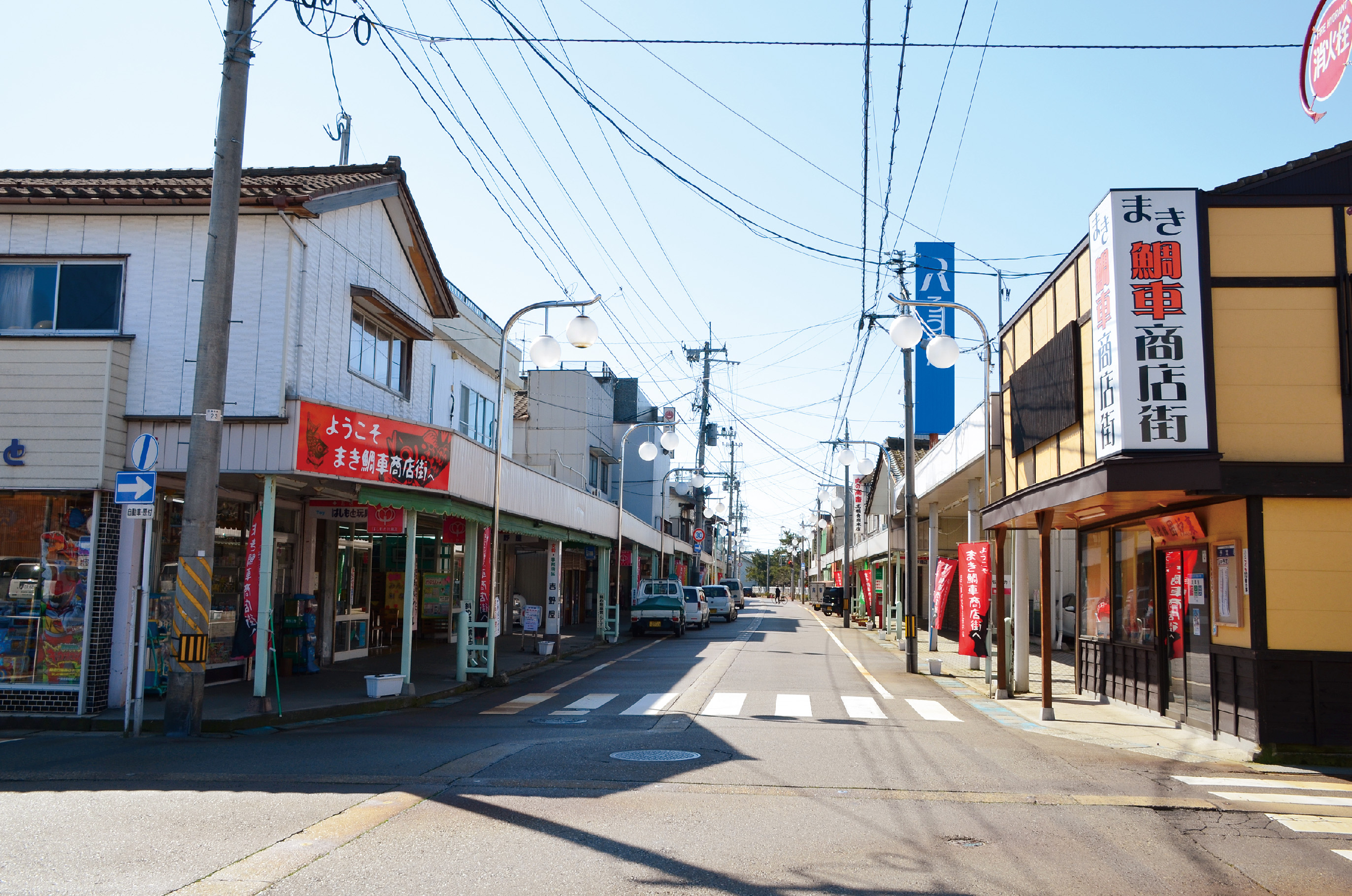
まき鯛車商店街

### 第一次産業
農業
区域の約半分を水田が占める。巻・西川・潟東の3地区の間に広がる広大な水田地帯は、かつて「鎧潟」をはじめとした潟湖があった箇所である。戦前には水害防止のため樋曽山隧道などが建設されたほか、戦後に国が推進していた米増産運動のため、1960年代には大規模な干拓が開始された。干拓工事は1968年（昭和43年）に完了、現在では市内の一大稲作地である。
また巻地区西部の峰岡地域は、県内では佐渡市の羽茂地区と並ぶカキ（八珍柿）の産地。「越王（こしわ）おけさ柿」のブランドで知られており、竹野町にある越後中央農業協同組合（JA越後中央）こしわ支店の敷地内にはカキ専用の選果場が設けられている。
漁業
区内には漁港が巻地区1箇所、岩室地区1箇所の計2箇所ある。かつてはそれぞれの漁業協同組合が港内に市場を持ち、競りが行われていた。その後合理化のため合併し「西蒲漁業協同組合」に改称し、市場は間瀬に統合された。そして同漁協が2008年（平成20年）1月に新潟漁業協同組合と合併・統合された際に間瀬の市場は閉鎖され、中央区万代島の同漁協本所に機能が統合された。
- 巻漁港（越前浜）
- 間瀬漁港（間瀬）

### 第二次産業
製造業
かつて、巻地区の角海浜は北前船の立寄り地であったが、陸上交通が不便な上、「マクリダシ」と呼ばれる独特の海岸侵食が発生することなどから次第に衰退して寒村化が急速に進んだ。そこで江戸末期、村人は万能薬「毒消し」を売ることを発案、村人は他国へ行商に出て生計を立てた。明治以降、毒消しの製造は角海浜から角田山周辺一帯に広がり、また行商は村の娘達の役目となった。「毒消しゃいらんかね」と歌いながら全国を売り歩く毒消し娘の歌声は、のちに宮城まり子の楽曲『毒消しゃいらんかね』のモチーフにもなったが、戦後徐々に衰退。さらに角海浜も巻原子力発電所の建設予定地となり廃村、同原発の建設計画取り下げ後も無人のままである。毒消しは現在も、燕市吉田地区の製薬工場で少量ながら製造されている。
また、新潟市域の他の地域と同様、区内の一部地域には地下に数十万年前の地層に閉じ込められた海水「かん水」があり、2020年度以降に水溶性天然ガスやヨウ素の生産設備が整備される予定となっている。
このほか、越前浜や角田浜ではワインの生産が行われており、「ワインコースト」と呼ばれる集積地に5軒のワイナリーが立地する。
- 区内に拠点を置く主な企業
  - ブルボン新潟工場（巻乙）：菓子
  - 峰乃白梅酒造（福井）：日本酒
  - エチゴビール本社工場（松山）：日本国内初の地ビールメーカー（ブルボン・グループ会社）
  - 新潟麦酒（越前浜）：地ビールメーカー
  - 新潟ワコール縫製（旗屋）：衣服・繊維製品（ワコール子会社）
  - 末広製菓本社工場（西中）：菓子・米菓、パン（山崎製パン子会社）
  - 明和工業（打越）：水道関連事業

## 治安
- 新潟県警察
  - 西蒲警察署（赤鏥）
    - 巻駅前交番
    - 西川交番
    - 松野尾駐在所
    - 越前浜駐在所
    - 福井駐在所
    - 漆山駐在所
    - 番屋駐在所
    - 横戸駐在所
    - 中之口駐在所
    - 岩室駐在所
    - 和納駐在所

西蒲署の所轄地域は西蒲区全域と弥彦村。

## 防災
- 新潟市消防局
  - 新潟市西蒲消防署（前田）
    - 西川出張所（旗屋）
    - 岩室出張所（西中）
    - 潟東出張所（三方）
    - 中之口出張所（東小吉）

合併前、消防業務は巻・西川・潟東消防事務組合、新潟県西部広域消防事務組合（岩室）、白根地域広域事務組合（中之口）がそれぞれ行っていた。2005年（平成17年）3月の合併時に岩室地区を除く4地区が新潟市消防局の管轄（当時の巻町は新潟市へ事務委託）となり、岩室地区も2006年（平成18年）1月1日に同局の管轄となった。そして、政令市移行時に5地区とも同局西蒲消防署の管轄下となった。

## 社会基盤
- 東北電力（電気）
- 蒲原ガス（都市ガス）

### 通信

#### 電話
区内の市外局番は概ね0256（巻MA）であるが、中之口地区全域と巻地区の巻大原及び潟東地区の五之上は025（新潟MA）となっている。

#### 郵便
日本郵政グループ

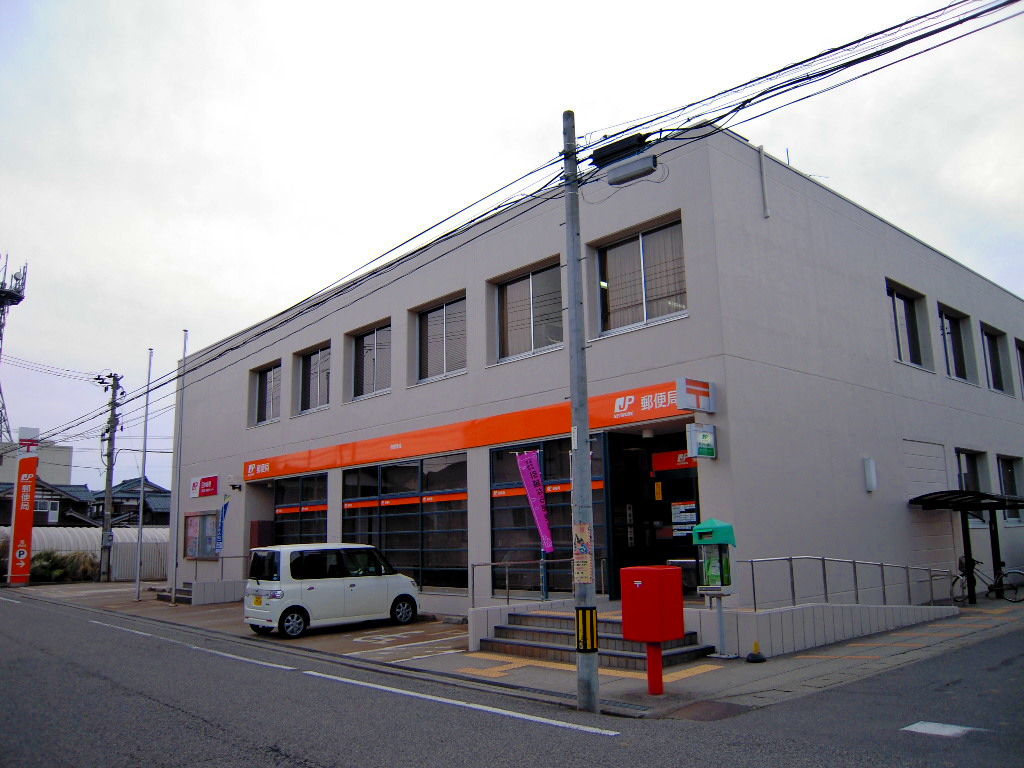
巻郵便局

- 巻郵便局（巻甲） - 集配局（ゆうゆう窓口なし）
  - 越前浜郵便局（越前浜）
  - 間瀬郵便局（間瀬）
  - 岩室郵便局（岩室温泉）
  - 漆山郵便局（漆山）
  - 竹野町郵便局（竹野町）
  - 峰岡郵便局（峰岡）
  - 和納郵便局（和納）
  - 巻あたご簡易郵便局（巻甲）
  - 浦浜簡易郵便局（五ヶ浜）
  - 石瀬簡易郵便局（石瀬）
- 西川郵便局（魲） - 集配局（ゆうゆう窓口なし）
  - 潟東郵便局（横戸）
  - 三方簡易郵便局（三方）
  - 升潟簡易郵便局（大潟）
- （白根郵便局）
  - 中之口郵便局（中之口）

郵便物集配業務は、2006年（平成18年）9月まで岩室地区は岩室局が、潟東地区は潟東局が、中之口地区は現南区の月潟局がそれぞれ行っていたが、合理化のため岩室は巻局、潟東は西川局、中之口は南区の白根局の集配区域となった。

### 水道
- 新潟市水道局
  - 西蒲営業所・巻浄水場（鷲ノ木）
  - （巻取水場（弥彦村魵穴））

### 清掃
- 新潟市環境部
  - 新潟市鎧潟クリーンセンター（鎧潟）
  - 新潟市巻し尿処理場（福井）
  - 新潟市巻斎場（和納）

2018年4月に分別方法を統一するまで、西蒲区巻・岩室・西川・潟東地区及び西区四ツ郷屋地区（巻広域）は、中之口地区を含む他地区（新潟広域）とごみの分別方法が一部異なっていた。新潟広域の燃やすごみ、燃やさないごみを一緒に「普通ごみ」として指定袋により有料で処理していた。その他の分別方法や有料の範囲は共通であった。なお、巻広域、中之口地区ともに新潟市編入前から指定袋による一部有料方式のごみの分別収集を実施していたが、両地区とも分別方法や有料の範囲は現在と異なっている。

## 医療
区内の主な病院は下記の通り。
- 新潟西蒲メディカルセンター病院（巻甲）
- 西蒲中央病院（旗屋、救急指定病院）
- 新潟県労働衛生医学協会岩室温泉病院（岩室温泉）
- 潟東けやき病院（国見）

上記のうち新潟西蒲メディカルセンター病院は、かつて旧巻町の運営による巻町国民健康保険病院（町立巻病院）があった箇所に立地している。旧町立病院は戦後、巻町が吉田町（現燕市）との県立病院の誘致合戦に敗北し、その代替措置として1955年（昭和30年）に開院した。しかし周辺の総合病院と競合するなどして、開院以来慢性的な不採算が続き、2003年度末時点で約31億円の累積赤字を抱えるなど、新潟市との合併協議を進める上で最大のネックとなった。旧町立病院の施設は民間の医療法人「白美会」（茨城県の医療法人社団常仁会の傘下。南区で白根大通病院などを運営）に約13億円で譲渡することとなり、2005年（平成17年）10月の編入と同時に廃院された。その後、敷地内の施設は老朽化のため撤去されて改築され、2008年（平成20年）8月1日に現在のメディカルセンターが開院した。
また区内には救急指定病院が1箇所も無かったため、区内で発生した救急患者は市内の他行政区や燕市、三条市など近隣市村へ搬送されており、搬送距離が他行政区よりも長くなっていることが問題視されていた。2022年9月30日より、西蒲中央病院が救急病院に認定された。

## 教育

### 学校教育
高等学校
- 新潟県立巻高等学校
- 新潟県立巻総合高等学校

中学校
- 新潟市立巻西中学校
- 新潟市立巻東中学校
- 新潟市立西川中学校
- 新潟市立岩室中学校
- 新潟市立潟東中学校
- 新潟市立中之口中学校

小学校

| - 新潟市立巻北小学校 - 新潟市立漆山小学校 - 新潟市立巻南小学校 - 新潟市立松野尾小学校 - 新潟市立越前小学校 | - 新潟市立曽根小学校 - 新潟市立鎧郷小学校 - 新潟市立升潟小学校 - 新潟市立岩室小学校 - 新潟市立和納小学校 | - 新潟市立潟東小学校 - 新潟市立中之口東小学校 - 新潟市立中之口西小学校 |

特別支援学校
- 新潟県立西蒲高等特別支援学校
- 新潟市立西特別支援学校

専修学校
- 新潟県農業大学校（農業者研修教育施設）（専修学校専門課程）

### 社会教育
- 新潟市巻郷土資料館（巻甲）→全国でも数少ない「のぞきからくり」が存在。
- 新潟市潟東樋口記念美術館（三方）
- 新潟市潟東歴史民俗資料館（三方） - ふるさと創生事業により1991年（平成3年）オープン[12]。
- 新潟市中之口先人館（中之口） - 2000年（平成12年）11月オープン[13]。
- 新潟市立西川図書館（曽根）
  - 新潟市西川多目的ホール
- 新潟市西川学習館（曽根）
- 新潟市立岩室図書館（西中） - 1997年（平成9年）10月オープン[14]。
- 新潟市潟東ゆう学館（三方） - 2001年（平成13年）オープン[15]。
  - 新潟市立潟東図書館
- 新潟市立巻図書館（巻甲）

## 文化・スポーツ
巻地区ではホッケーが盛んで、地区内の小学校では体育の授業でもホッケーが年数回行われている。これは1964年（昭和39年）に行われた新潟国体で、当時の巻町がホッケーの開催会場となったことに端を発するものである。
こうした経緯もあって、2009年（平成21年）に開催されたトキめき新潟国体では、巻地区の城山運動公園内にある多目的広場がホッケーの試合会場となった。1980年（昭和55年）の開設当初はクレーコートだったが、2008年（平成20年）に人工芝が敷設されてプレー環境が改善されている。
運動施設
- 西川総合体育館
- 城山運動公園
  - 城山運動公園野球場
  - 城山運動公園多目的広場
- スポーツパーク西川
  - 西川野球場
  - 西川テニスコート
- 潟東サルビアサッカー場
- 中之口野球場
- 日本海間瀬サーキット

文化施設
- 新潟市巻文化会館（巻甲）
- 新潟市ほたるの里公園（福井）
  - 新潟市ほたるの里交流館
  - 新潟市角田山自然館 - 1994年（平成6年）オープン[17][18]。

### 映画と西蒲
区役所による文化行政も充実しており、観光スポットでの撮影も絡めた西蒲区PR映画三部作の制作、地元公民館や東京都内での上映、PRホームページの作成なども行われている。
第一作の『にしかん』は中文字幕版や英文字幕版も作成され、国連が共催する世界最大の広告国際コンテストであるNew York Festivals 2017の学生作品部門にて監督賞・撮影賞をダブル受賞した。
- 第一作『にしかん』

- 第二作『ハモニカ太陽』

- 第三作『ボケとツッコミ』2019年4月20日公開、約55分。
監督：藤代雄一朗、脚本：唐津宏治、制作統括：菱川勢一、出演：内村遥、内田紳一郎、矢作マサル、藏内秀樹、保科敏朗、小林真澄、越ひかり、ほか、主題歌：mekakushe、製作：新潟市西蒲区役所・武蔵野美術大学、制作：DRAWING AND MANUAL[20]。

## 観光

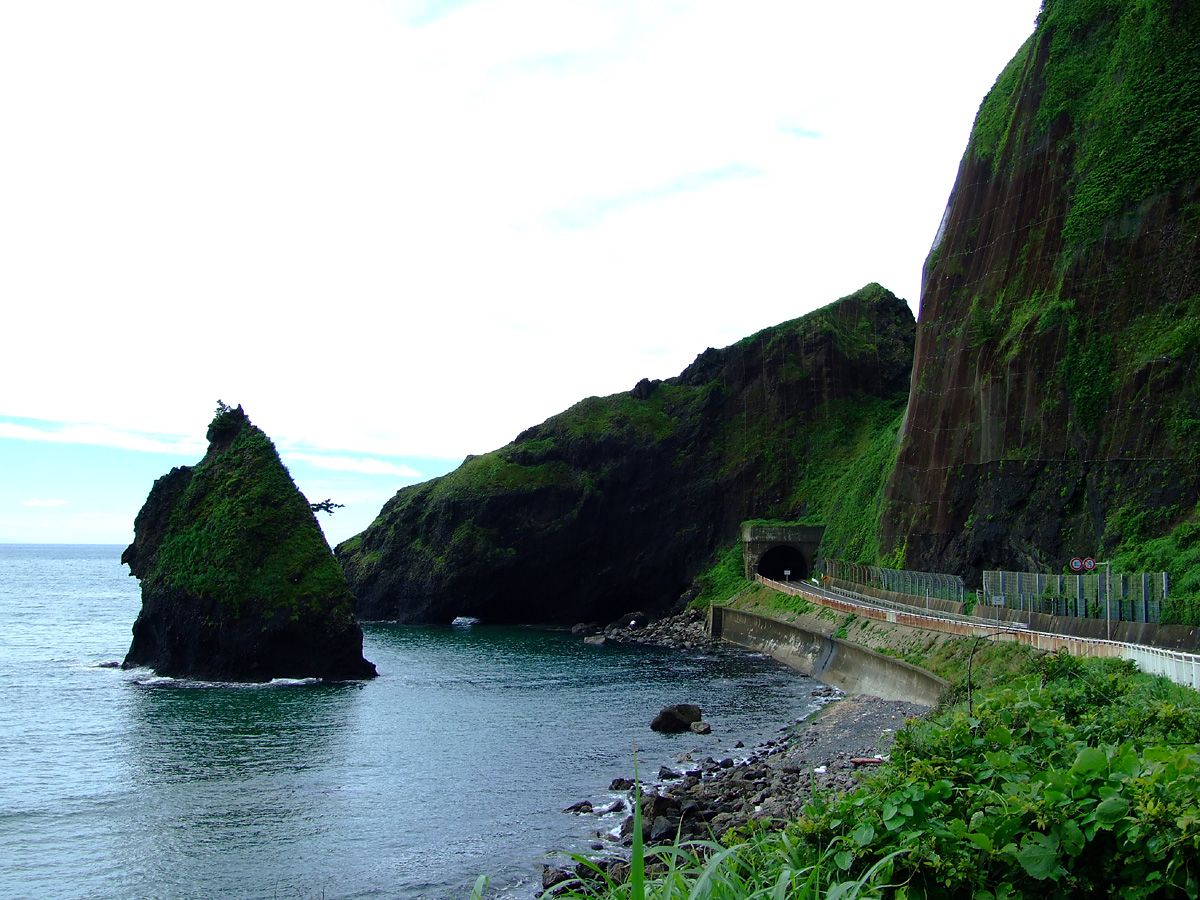
五ヶ浜の海岸と越後七浦シーサイドライン

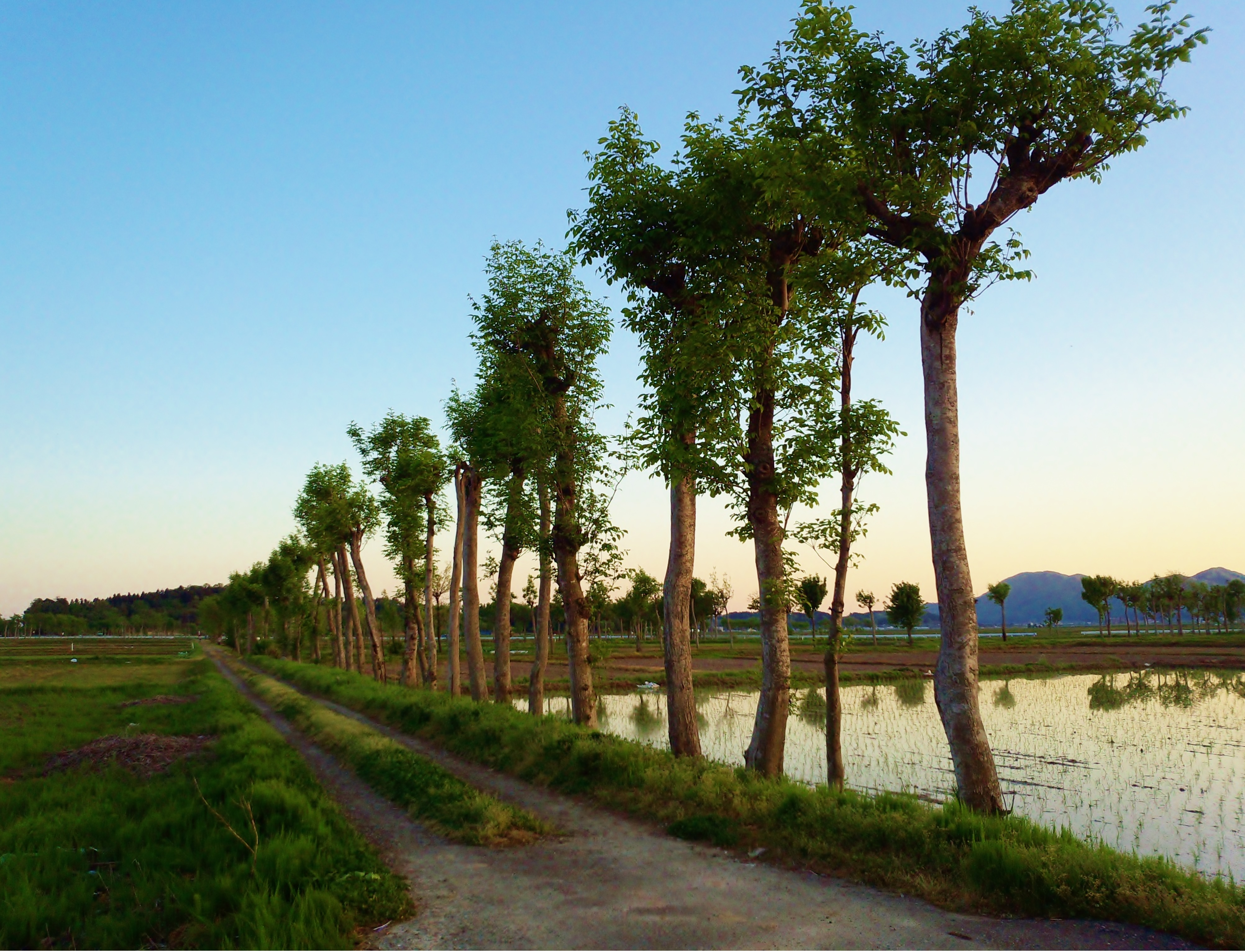
夏井のはざ木

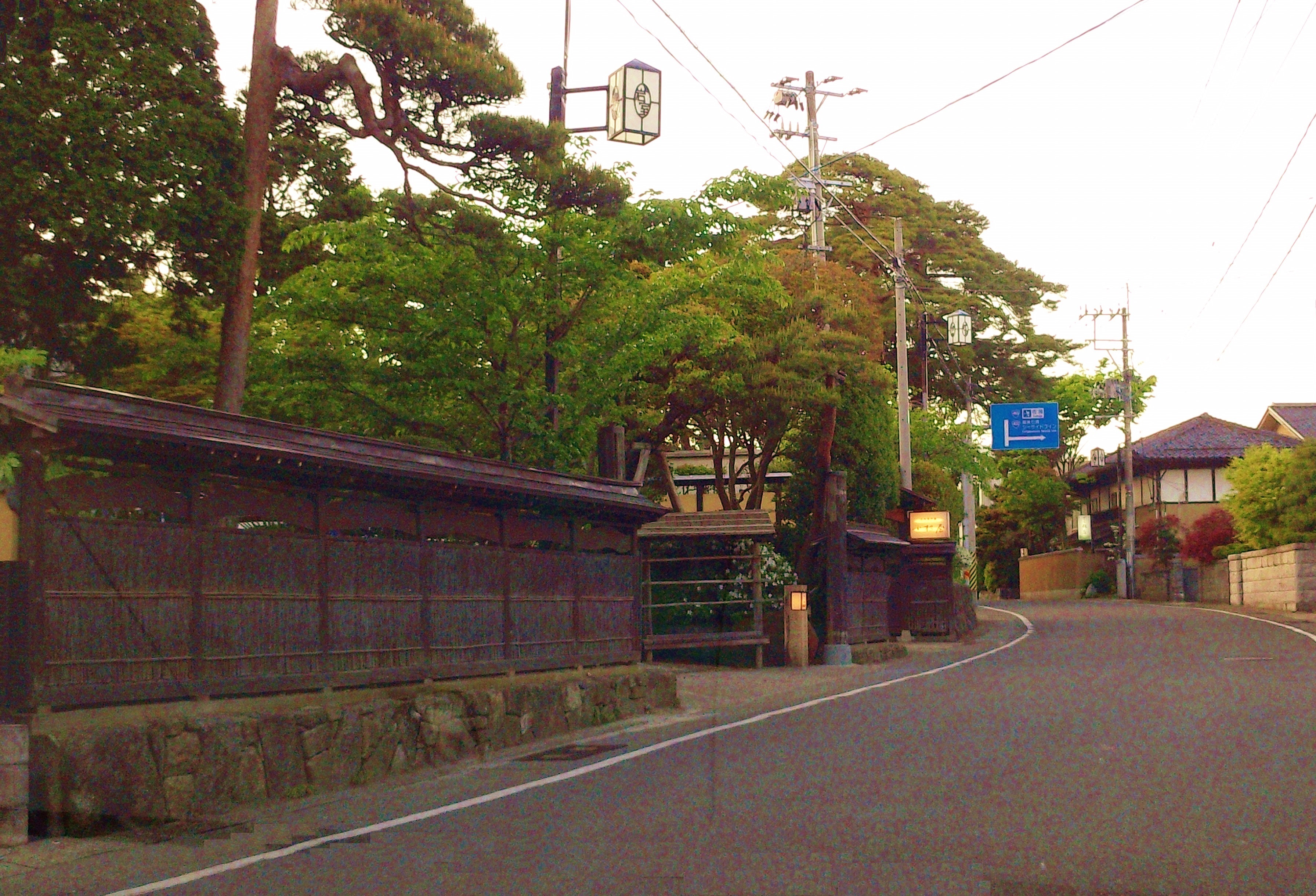
岩室温泉

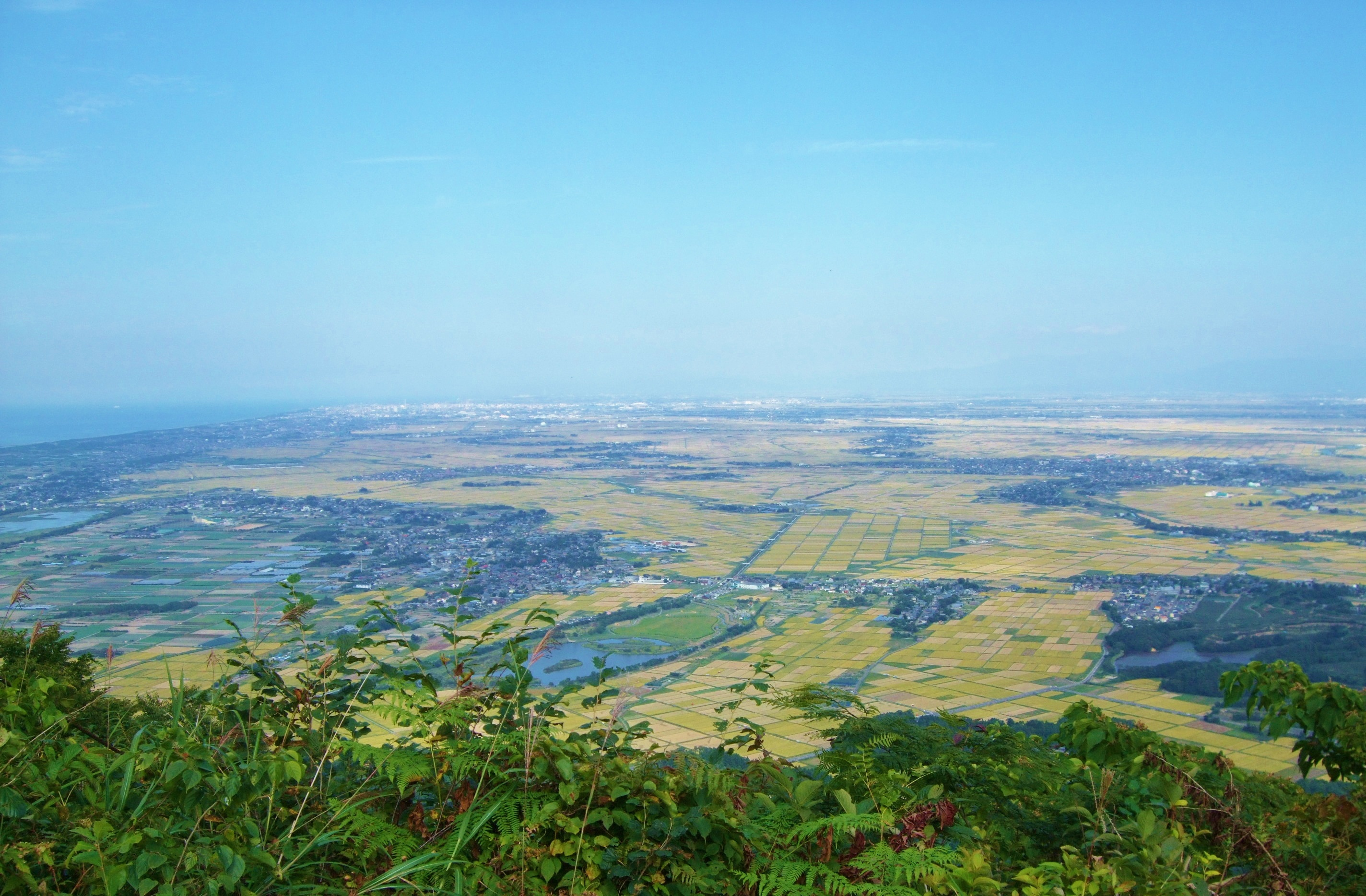
角田山山頂から望む越後平野

主な観光スポット・名産品
- 角田山
- エチゴビール
- カーブドッチ・ワイナリー
- 夏井のはざ木
- 澤将監の館 - 1994年（平成6年）8月オープン[21]。
- 矢川ふれあい公園 - まき夏まつりでの花火大会の鑑賞スポット。
- ほたるの里公園 - 6月後半～7月前半、ゲンジボタルが飛び交う。
- 岩室せんべい(岩室製菓) - 創業1926年の老舗。

名所
- 弘法清水[22]
- 平沢清水
- 布目夫婦桜
- 宝山酒造 - 1885年創業、130年以上の歴史を持つ酒蔵。

神社仏閣
- 種月寺 - 1446年開山、曹洞宗越後４大道場の一つ。国指定文化財。
- 越後善光寺
- 槇神明宮(巻神社)

祭事
- まき夏まつり（6月中旬、巻神社大祭に併せて開催）- 御輿御渡は江戸時代から続き、やかた竿燈、花火大会が見所。
- 岩室温泉 冬妻（ひよつま）ほたる祭り（6月中旬）
- 漆山まつり (6月下旬)
- 中之口まつり（7月上旬）
- 岩室温泉まつり（7月29・30日）
- 和納十五夜まつり（8月上旬）
- 潟東おまつり広場（8月16日）
- 西川まつり（8月下旬）
- わらアート祭り（秋）
- 越後にしかわ時代激まつり（10月上旬）
- 多加良まつり (10月中旬)
- かもん！カモねぎまつり（12月上旬）

旧跡
- 菖蒲塚古墳
- 山谷古墳
- 観音山古墳
- 南赤坂遺跡

温泉・レジャー
- 岩室温泉（濱松屋） - 300年の歴史がある温泉。
- 多宝温泉 だいろの湯 (石瀬)
- 福寿温泉じょんのび館（福井） - 1993年（平成5年）に開設された日帰り温泉施設。第三セクターが指定管理者となり運営[23][24]。

## 交通

### 鉄道
- 東日本旅客鉄道（JR東日本）
  - 上越新幹線（通過）

※区内の沿線には駅はないが潟東地区東部及び中之口地区を通過している。
  - 越後線

越後曽根駅 - 巻駅 - 岩室駅
巻駅は西蒲区役所最寄駅。

巻駅は駅舎の老朽化が進んでいる事やバリアフリーの観点から駅舎の橋上化が検討されている。
区内の鉄道路線は実質越後線1路線のみ。上越新幹線が潟東・中之口両地区を通過しているが、沿線に駅は設けられていない。
越後線の内野駅 - 新潟駅間は普通列車が昼間20分間隔で運行されているが、内野以西の吉田駅までの間は昼間概ね40 - 60分間隔と運行間隔が長く、80分程度間隔が開く時間帯もある。この他、朝の通勤時間帯には越後曽根及び巻で新潟方面へ折り返す普通列車が各1往復運行されている。現在、新潟市と燕市などの沿線自治体はJR東日本新潟支社に対し、吉田 - 内野間の運行間隔を内野以東同様、20分間隔に増発するよう求めている（越後線#現状と今後も併せて参照）。2012年3月より、内野～吉田間を日中40分間隔のダイヤで運行する社会実験が行われたが、目標とした利用者の増加に至らなかったため、2015年3月に実験前の運行本数に戻された。
かつては私鉄路線も存在し、旧中之口村内を新潟交通電車線が経由していた。村内には2駅があったが、1993年（平成5年）8月1日の燕 - 月潟間部分廃線の際に廃止された。
- 新飯田駅（にいだ） - 六分駅（ろくぶ）

### バス

#### 路線バス

区内を中心としたバス路線図。全停留所の路線図は#外部リンクの「新潟市交通マップ」を参照。

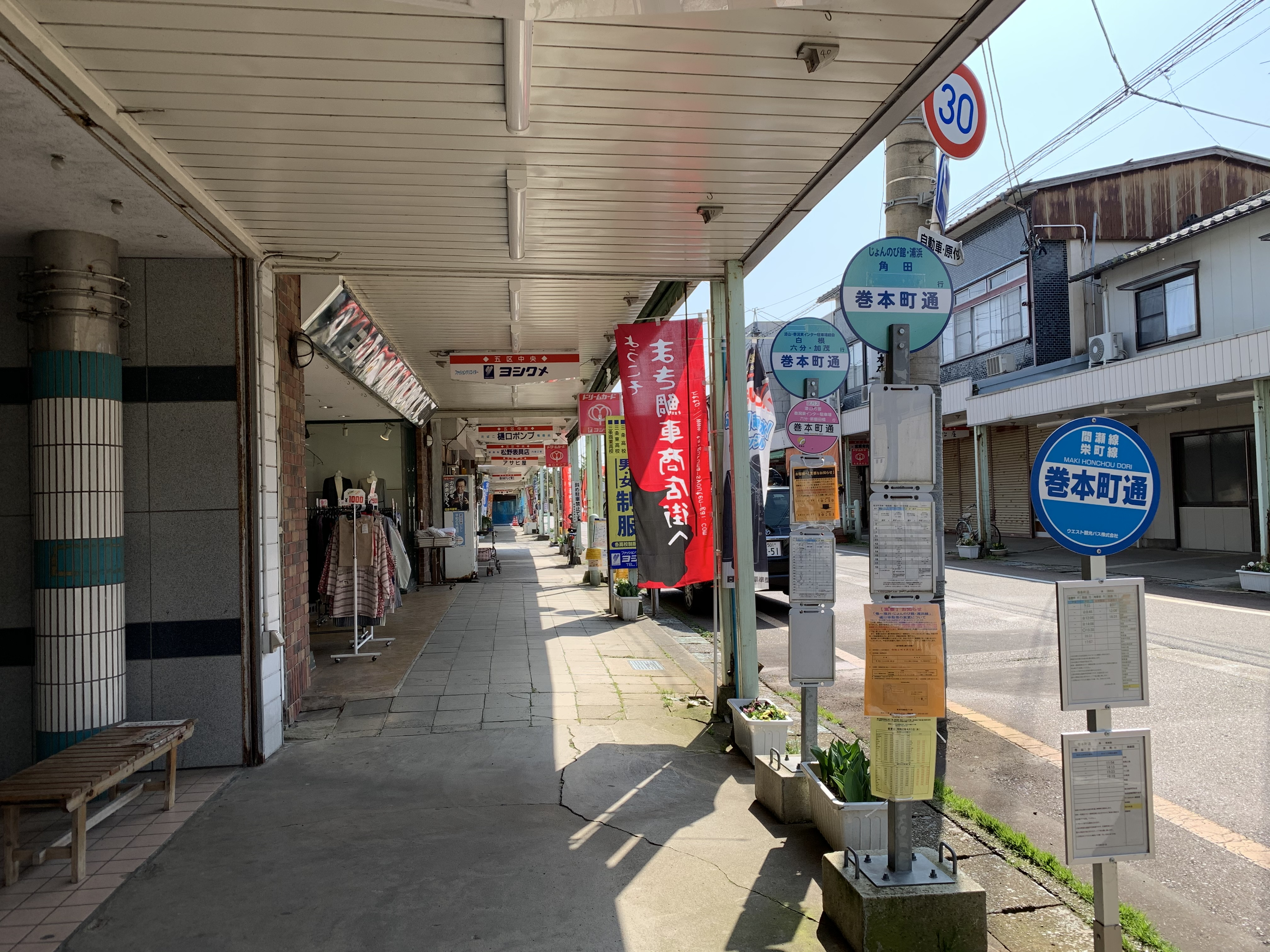
「巻本町通」バス停（県道374号沿い）

西蒲区内を発着する路線バス及び高速バスは、新潟交通観光バスのほか、2019年4月からはウエスト観光バスおよびタクシー会社が運行している。
新潟交通観光バスの路線は区東部、南区に近い潟東地区の大原にある同社の潟東営業所が運行拠点となっている。巻から各方面、潟東営業所から南区白根を経由して各方面に至る路線網が構築されている。なお潟東営業所は、区役所潟東出張所などがある地区中心部からは大きく離れている。
潟東営業所から白根または味方を経由して新潟市中心部に至る路線は概ね60分間隔で運行されているが、巻・西川・岩室・中之口の各地区を発着する路線バスの運行本数は非常に少なく運賃も割高である上、IC乗車カード・りゅーとの利用ができないなど利便性が著しく低い（2013年に終了したバスカードも使用できなかった）。このためJR以外の公共交通が非常に脆弱で、日常の交通手段を自家用車に依存せざるを得ない地域が非常に多いことから、市・区は今後何らかの方策を講じる意向を明らかにしている。
2020年4月現在の運行路線は以下の通り。英字の系統番号が付されていないものはりゅーと利用不可となっている。時刻表や路線図は#外部リンクを参照。
- 巻駅・越後曽根駅から白根・加茂方面
  - ＜新潟交通観光バス＞巻駅前 - 漆山 - 巻潟東インター駐車場 - 潟東営業所 - 白根横町 - 白根桜町
  - ＜新潟交通観光バス＞巻駅前 - 漆山 - 巻潟東インター駐車場 - 福島 - 六分（ - 五反田 - 加茂 - 新潟経営大学）
  - ＜ジャンボタクシー＞曽根駅前 - 横戸 - 白根横町 - 白根桜町

- 巻駅からその他各方面
  - ＜新潟交通観光バス＞巻駅前 - ≪間手橋または横山バイパス経由≫ -（稲島） - （大原） - 越前浜 - 角田妙光寺（ - 海水浴場）
  - ＜ウエスト観光バス＞巻駅前 - 間手橋 - 福井 - じょんのび館 - 浦浜
  - ＜ウエスト観光バス＞巻駅前 - 和納 - 岩室駅前 - 岩室温泉 - 間瀬
  - ＜ウエスト観光バス＞巻駅前 - 馬堀 - 栄町

- 潟東から白根・味方・新潟市中心部方面
  - ＜新潟交通観光バス＞W7 大野・白根線
  - ＜新潟交通観光バス＞W8 味方線

- 潟東から秋葉区方面
  - ＜新潟交通観光バス＞臼井線 （SW1・SW2系統）
  - ＜新潟交通観光バス＞矢代田線 （SW3・SW4系統）

- 潟東から燕方面
  - ＜新潟交通観光バス＞白根健生病院前 - 戸頭 - 茨曽根 - 新飯田横町 - 新生町 - 燕駅前
  - ＜新潟交通観光バス＞白根健生病院前 - 月潟 - 六分 - 新生町 - 燕駅前

その他詳細は新潟交通観光バス#潟東営業所を参照。

#### コミュニティバス
- 新潟市西蒲区区バス

#### 観光周遊バス
2019年7月から、「にしかん観光周遊ぐる〜んバス」がアイケー・アライアンスの受託により試験運行されている。土曜・日曜に運行され、巻駅や岩室温泉とカーブドッチ・ワイナリー、上堰潟公園といった区内の主要観光地を結ぶ。2020年9月からは弥彦駅・彌彦神社を組み込んだルートに拡張される予定。
なお、2018年ごろまでは新潟交通観光バスが受託する形で「角田山周遊バス」が運行されていた。

#### 高速バス
北陸自動車道巻潟東IC上にある巻潟東バスストップは、新潟市から県内外各方面に至る高速バスを利用する事ができ、パークアンドライドの拠点となっている。このICから入出場する路線は2019年1月現在以下の1路線のみであるが、かつては同ICから巻中心部を経由して巻駅へ向かう路線（詳細は新潟交通観光バス#巻線を参照）、中之口・六分など中之口地区を経由して南区白根南部の新飯田地区に至る路線（詳細は新潟交通観光バス#新飯田線を参照）も運行されていた。

### レンタサイクル
新潟市岩室観光施設「いわむろや」にて電動アシスト自転車が有料で貸し出されている。

### 道路

#### 高速道路
- 北陸自動車道巻潟東IC/BS

#### 国道
- 国道116号
- 国道402号（越後七浦シーサイドライン）
- 国道460号

#### 県道
主要地方道
- 新潟県道2号新潟寺泊線
- 新潟県道9号長岡栃尾巻線
- 新潟県道44号新潟燕線
- 新潟県道46号新潟中央環状線
- 新潟県道55号新潟五泉間瀬線
- 新潟県道66号白根西川巻線

その他の県道

| - 新潟県道143号巻停車場線 - 新潟県道191号巻停車場新町線 - 新潟県道218号月潟西川線 - 新潟県道223号石瀬吉田線 - 新潟県道296号横山巻線 - 新潟県道374号五千石巻新潟線 - 新潟県道379号糸郷屋白根線 | - 新潟県道380号今井巻線 - 新潟県道383号佐渡山巻線 - 新潟県道384号羽黒燕線 - 新潟県道533号岩室停車場線 - 新潟県道561号弥彦岩室線 - 新潟県道562号角田山麓公園線 |

#### バイパス区間
- 巻バイパス（国道116号）
- 巻南バイパス（国道460号）

## 出身人物
西蒲区では、江戸時代の書家である巻菱湖や、第36代横綱の羽黒山政司、キリスト教で社会奉仕活動家の本間俊平を輩出している。

### 区内の地図
- 西蒲区ロードマップ - 新潟市西蒲区
- 巻まち歩きMAP
- まき鯛車商店街MAP - まき鯛車商店街